# Michael Ausiello
Michael Ausiello est un journaliste, écrivain et acteur américain né le 23 février 1972 à Rahway, dans l'état du New Jersey.
De 2000 à 2008, il est le rédacteur en chef chez TV Guide et son site affilié. Après son départ de TV Guide, il écrit et fait des reportages, jusqu'en 2010, pour Entertainment Weekly. Ensuite, il crée son site site d'informations concernant les séries télévisées en 2011, nommé TVLine, où il agit en tant que dirigeant et rédacteur en chef. 
En 2017, il écrit et publie un mémoire intitulé « Spoiler Alert: The Hero Dies », un mémoire acclamé par les critiques. En août 2021, une adaptation cinématographique du mémoire, réalisée par Michael Showalter, est en cours de production.  

## Biographie

### Jeunesse
Michael Ausiello naît à Rahway (New Jersey), mais grandi à Roselle Park dans le New Jersey. En 1995, il gradue de l'Université de Californie du Sud.

### Carrière
Michael Ausiello passe trois ans en tant que le principal rédacteur en chef du magazine Soaps In Depth et a été coordinateur des relations avec les médias chez Entertainment Tonight.
En 2000, Michael commence à écrire chez TV Guide, où il est le rédacteur en chef jusqu'en 2008. Au cours de son mandat de huit ans chez TV Guide, il a écrit à la fois pour le magazine et pour le site Web,. 
Michael a contribué à d'autres médias en dehors de TV Guide, tels que Today, Good Morning America, Fox & Friends, American Morning, Inside Edition et Entertainment Tonight.
De 2008 à 2010, Michael écrit et fait des reportages pour Entertainment Weekly,. En 2010, il est annoncé, sur Deadline Hollywood, qu'il va créer son site de nouvelles. Le site, TVLine.com, est mis en ligne en janvier 2011. Il est le rédacteur en chef depuis l'ouverture. 
Devenu ami et avec des acteurs et des producteurs tel qu'Amy Sherman-Palladino, il apparait dans quelques rôles dans des épisodes de séries télévisées, notamment dans Gilmore Girls, Veronica Mars et Scrubs.
En 2017, il écrit la dernière année de la vie de son mari et de leur relation amoureuse de 13 ans, dans un mémoire sous le nom de « Spoiler Alert: The Hero Dies ». 
En automne 2021, la production d'une adaptation cinématographique du mémoire débute et est réalisée par Michael Showalter. Michael agi comme producteur délégué. Jim Parsons joue le rôle de Michael.

## Vie privée
Il est ouvertement gay et était marié au photographe Kit Cowan,. Kit est décédé d'une forme rare de cancer neuroendocrinien le 5 février 2015.   

## Filmographie

### Cinéma
- 2013 : He's Way More Famous Than You (en) de Michael Urie : lui-même

### Télévision
- 2005 : Gilmore Girls : un client (saison 5, épisode 19 : But I'm a Gilmore!)
- 2006 : The 411 : Correspondant
- 2006 : Veronica Mars : le gars qui rougit (saison 2, épisode 15 : The Quick and the Wed)
- 2007 : Extra (en) : lui-même (1 épisode)
- 2007 : Scrubs : un obstétricien (saison 6, épisode 8 : My Road to Nowhere)
- 2007-2010 : Entertainment Tonight : lui-même (10 épisodes)
- 2009-2010 : The Early Show : lui-même (2 épisodes)
- 2012 : Cougar Town : un barman (saison 3, épisode 15 : My Life/Your World: Part 2)
- 2013 : Body of Proof : un fossoyeur (saison 3, épisode 13 : Daddy Issues)
- 2015 : Cocktails & Classics : lui-même (2 épisodes)
- 2016 : Gilmore Girls : une personne mangeant de la salade dans la cage d'escalier (saison 1, épisode 2 : Spring)